# Donakuppe, Magadi
Donakuppe là một làng thuộc tehsil Magadi, huyện Ramanagara, bang Karnataka, Ấn Độ.